# San Medel y Celedón
El San Medel y Celedón fue un buque español del siglo XVI a medio camino entre una nao y un Galeón que se hundió en aguas del Golfo de Cádiz en 1544. Según escritos de la época registrados en el Archivo de Indias, el buque, probablemente un mercante artillado, provenía de las Indias con un cargamento de oro y plata en bruto cuando fue sorprendido por una tormenta en aguas cercanas a la costa de Huelva. Tratando de salvar la nave y el mayor número de tripulantes, el maestre Juanes de Lubelza ordenó tirar por la borda todas las piezas de artillería así como un gran número de cajas de oro y plata con el objeto de aligerar el barco y así disminuir su calado. Con esa reducción de calado trataron de embarrancar el navío, en el lugar que actualmente se conoce como El Portil, para que la mayor parte de la tripulación sobreviviese; aun así, se ahogaron según las fuentes documentales 20 hombres.
Posteriormente al naufragio se produjo un hecho muy habitual cuando ocurría un suceso de estas características en las costas. Los habitantes de las poblaciones cercanas (Lepe, Cartaya y Punta Umbría) saquearon sistemáticamente los restos del pecio. Estos saqueos incluyeron según Francisco Tello, inspector de la Casa de Contratación, "los restos de la carga, los pertrechos del barco, las joyas y ropas de los cadáveres y la propia madera del barco".
Por otra parte, según una tesis del arqueólogo subacuático Claudio Lozano, el San Medel y Celedón estaba diseñado y construido según los modelos del norte de Europa, concretamente podría tratarse de un buque holandés apresado por los españoles, ya que los navíos construidos allí poseían menor calado y altura debido las características de las aguas que debían surcar.

## Hallazgo
Los restos del buque, fueron dejados al descubierto por un temporal en febrero de 2008.